# Bad Luck (film)
Pour les articles homonymes, voir Bad Luck (homonymie).
Pour plus de détails, voir Fiche technique et Distribution.
Bad Luck (Reach Me) est un film dramatique américain écrit et réalisé par John Herzfeld, sorti en 2014.

## Synopsis
Des personnes d'horizons différents se retrouvent mêlées à un livre d'auto-développement, écrit par un ancien entraineur de football américain vivant reclus.

## Fiche technique
- Titre original : Reach Me
- Titre français : Bad Luck
- Titre de travail : Glad All Over[1]
- Réalisation : John Herzfeld
- Scénario : John Herzfeld
- Direction artistique : Tudor Boloni
- Décors : John Sparano
- Costumes : Justine Seymour
- Montage : Steven Cohen
- Musique : Tree Adams
- Photographie : Vern Nobles
- Son : Casey Genton
- Production : Rebekah Chaney et John Herzfeld
- Sociétés de production : New Redemption Picture et Seraphim Films
- Sociétés de distribution : Millennium Entertainment
- Pays d’origine :  États-Unis
- Budget : 5 000 000 dollars
- Langue : anglais
- Durée : 95 minutes
- Format : Couleurs - 35 mm - 2.35:1 - Son Dolby numérique
- Genre : Drame
- Dates de sortie [1] :

 États-Unis : 21 novembre 2014 (Sortie directement en VOD)
 France : 11 février 2015 (Sortie directement en vidéo)

## Distribution
- Sylvester Stallone (VF : Alain Dorval) : Gerald Cavallo
- Thomas Jane (VF : Patrice Baudrier) : Wolfie
- Kyra Sedgwick (VF : Élisabeth Fargeot) : Colette
- Tom Berenger (VF : Vincent Grass) : Teddy Raymonds
- Lauren Cohan (VF : Sybille Tureau) : Kate
- Kevin Connolly : Roger King
- Danny Aiello (VF : Patrick Préjean) : Le Père Paul
- Terry Crews (VF : Jean-Louis Faure) : Wilson
- Tom Sizemore (VF : Hervé Caradec) : Frank
- Ryan Kwanten (VF : Alexandre Gillet) : Jack Kinsey
- Danny Trejo (VF : Antoine Tomé) : Vic
- Cary Elwes (VF : Georges Caudron) : Kersey
- Kelsey Grammer (VF : Patrick Bethune) : Angelo Aldobrandini
- Omari Hardwick (VF : Jean-Baptiste Anoumon) : Domenic
- Nelly : E-Ruption
- Christoph Ohrt : Tommy
- Rebekah Chaney : Denise-Denise
- Frank Stallone : Ben
- Elizabeth Henstridge (VF : Cindy Tempez) : Eve
- David O'Hara : Thumper
- Jillian Barberie (VF : Marie-Frédérique Habert) : Anne
- Chuck Zito : Joe
- Scarlet Stallone : Sassy

 Source et légende : version française (VF) sur RS Doublage